# Sommerset (Sørfold)

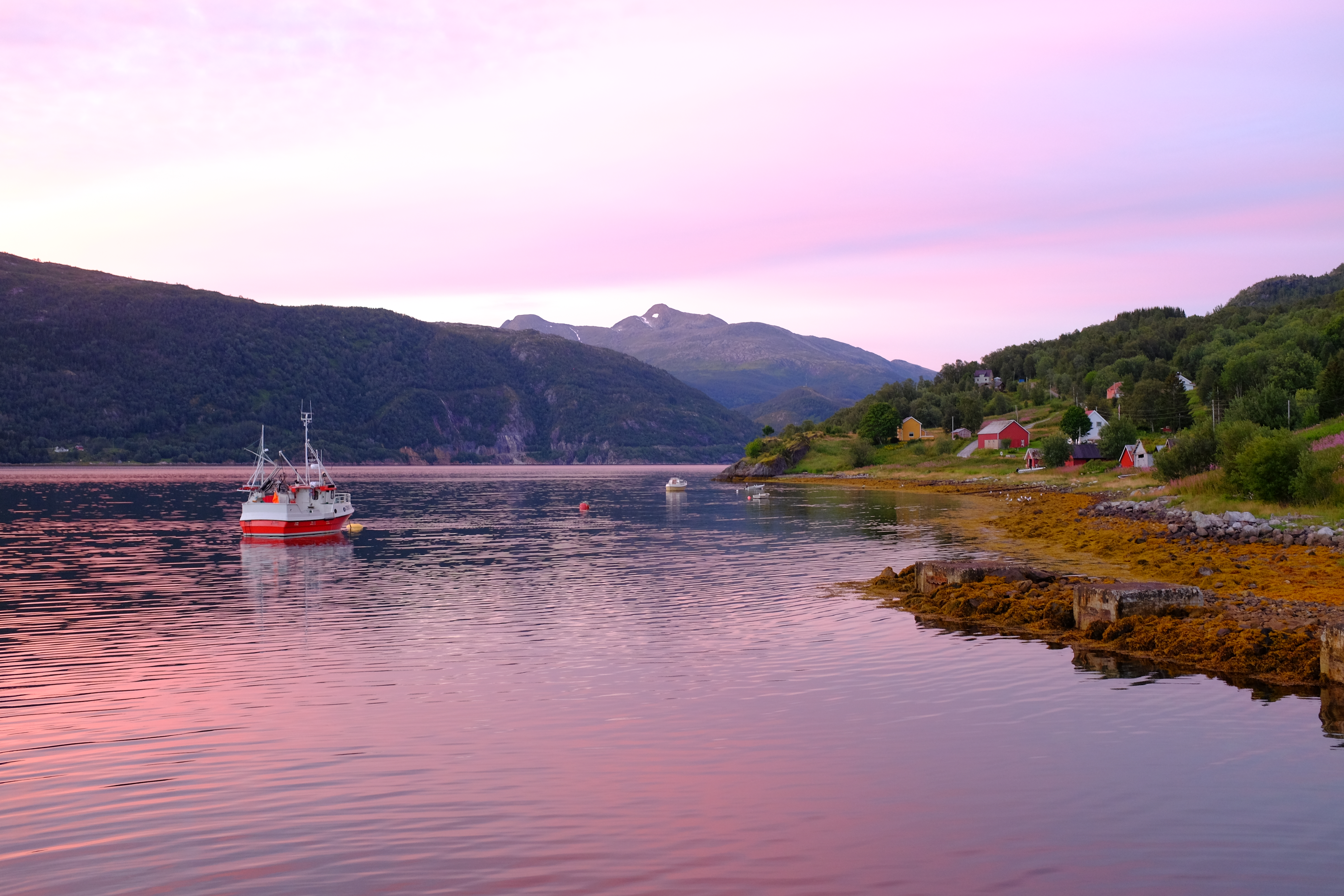
Sommerset vor Sonnenuntergang (2016)

Sommerset (auch Sommarset geschrieben) ist ein ehemaliger Fährhafen im Verlauf der E6 in der Gemeinde Sørfold in Nordland in Norwegen.
Der Ort liegt auf der Südseite des Leirfjords, eines Seitenarms des Fjords Sørfolda.

## Geschichte
Seit 1941 gab es eine Fähre zwischen Røsvik auf der Westseite der Sørfolda und Bonåsjøen auf der Nordseite des Leirfjords. Als 1966 die Straße von Straumen nach Sommerset eröffnet wurde, wurde der südliche Fähranleger nach Sommerset verlegt und die Fährstrecke verkürzt.
Die Fährverbindung zwischen Sommerset und Bonåsjøen blieb für 20 Jahre in Betrieb, bis die fährenfreie E6 zwischen Sommerset und Sildhopen 1986 eröffnet wurde.